# 4EVER49 Radio
4EVER49 Radio is een commercieel radiostation dat onderdeel is van de Stichting 4EVER49. De zender richt zich op 50-plussers met een jonge geest, die ze zelf omschrijven als ‘de 49ers’. Meer specifiek is de doelgroep 45- tot 65-jarigen. Het muziekformat bestaat uit hits en van toen tot nu, van minder bekende tot bekende artiesten en net vaker die andere hit. Dit alles onder het mom 'de muziekstroom van je leven'. 

## Geschiedenis
4EVER49 Radio is opgericht door Jo de Graaf, bekend van Dance Nation. De zender ging op 27 februari 2023 van start op DAB+ en kreeg in april 2024 een plek in het zenderaanbod van de providers KPN en Odido. In mei van datzelfde jaar volgden Delta en Caiway. Onder de dj’s bevinden zich bekende namen als Moppentopper Jeroen Smits, Arie Grootveld, Hans Klein en journaliste en presentatrice Debby Roukens.

## Studio
De studio van 4EVER49 Radio bevindt zich in het bedrijfsverzamelgebouw Villa California in Barendrecht.